# Мері Барбер (бактеріолог)
Мері Барбер (Mary Barber, народилася 3 квітня 1911 — померла 11 вересня 1965) — британська патологоанатомка та бактеріологиня, одна з піонерок у вивченні антибіотикорезистентності. Вона однією з перших задокументувала феномен стійкості бактерій до пеніциліну.

## Біографія
Мері Барбер народилася 3 квітня 1911 року в місті Дербі, Англія, у родині Етер Х'юлетт та доктора Г’ю Барбера — видатного лікаря, випускника лікарні Гая. З трьох дочок саме Мері стала єдиною, хто пішов стопами батька, продовживши родинну традицію медичної практики, яка тривала вже п’ять поколінь.
Барбер здобула середню освіту в школі Аліси Оттлі у Вустері. Вона ніколи не була одружена й більшу частину життя мешкала в лондонській квартирі. Відзначалась прямолінійністю, непохитними політичними й релігійними переконаннями — була лібералкою за поглядами та побожною англіканкою. Її сучасники згадували, що вона безстрашно зверталася до влади, рішуче висловлювала незгоду й завжди йшла прямо до суті.
Мері Барбер загинула в автомобільній аварії 11 вересня 1965 року у віці 54 років, прямуючи на зустріч Кампанії за ядерне роззброєння. Один із її колег назвав її смерть «жахливо раптовою та передчасною». Її вирізняв самобутній зовнішній вигляд: окуляри, відсутність макіяжу, практичний одяг, зібране назад волосся. Серед її хобі було катання на човні.

## Освіта та кар'єра

### Формальна освіта
1928 року Барбер завершила клінічну підготовку в Лондонській школі медицини для жінок. 1934 року здобула подвійний ступінь — членкині Королівського коледжу хірургів (MRCS) і ліценціатки Королівського коледжу лікарів (LRCP) — в Королівській безкоштовній лікарні. 1936 року вона отримала ступінь бакалавра медицини та бакалавра хірургії (MBBS), а згодом — докторський ступінь з патології (MD) в Лондоні (1940). 

### Кар'єра
Свою професійну кар'єру Барбер розпочала в 1936 році як патологоанатомка в Королівській безкоштовній лікарні, де з 1936 по 1937 рік працювала асистенткою резидента. Вона обіймала низку клінічних посад, серед яких — сімейна лікарка, клінічна асистентка, резидентка-патологиня, а також стипендіатка А. М. Берда з патології в тій самій лікарні.
1937 року вона опублікувала свою першу наукову статтю, присвячену менінгіту, спричиненому бактерією Listeria. Згодом Барбер стала асистенткою патологоанатома та викладачкою бактеріології у Британській медичній школі післядипломної освіти при лікарні Хаммерсміт. Саме там вона розпочала дослідження поширення госпітальних стафілококових інфекцій. 
1938 року вона перейшла до лабораторії Archway Group, де працювала до 1939 року. У тому ж році вона обійняла аналогічну посаду в лікарнях Hill End та City Hospitals у Сент-Олбансі.
Найвідомішою її науковою працею стала публікація 1947 року, присвячена вивченню стійкості стафілококів до пеніциліну — дослідження, яке стало однією з перших ґрунтовних робіт з антибіотикорезистентності та мало визначальний вплив на подальший розвиток медичної мікробіології. 
1947 року Мері Барбер була призначена викладачкою бактеріології в Британській школі післядипломної медичної освіти. 1948 року вона стала доценткою бактеріології в медичній школі лікарні Святого Томаса, а впродовж 1950–1951 років провела кілька місяців в Інституті Пастера в Парижі.  1958 року Барбер залишила лікарню Святого Томаса, повернувшись до Британської школи післядипломної медичної освіти, де знову обійняла посаду доцентки бактеріології. Між 1948 і 1958 роками її дослідницька діяльність була зосереджена на проблематиці перехресних інфекцій стафілококами у лікарнях.
У цей період вона встановила, що основним джерелом внутрішньолікарняного поширення пеніцилін-резистентних штамів Staphylococcus aureus були медсестри, які виступали носіями бактерій через носову порожнину. Протягом десятиліття в лікарні Святого Томаса, а також у подальші роки в лікарні Хаммерсміт, де вона працювала до кінця життя, Барбер залишалася провідною дослідницею у галузі клінічної бактеріології.
З 1955 року до своєї смерті вона входила до редакційної колегії Journal of Clinical Pathology(«Журнал клінічної патології»). У 1950-х і 1960-х роках вона читала численні лекції з проблем антибіотикорезистентності та опублікувала низку фундаментальних праць
1964 року Лондонський університет надав їй звання професорки клінічної бактеріології, а в 1965 році її було обрано до складу Королівського коледжу лікарів.  

### Вивчення стійкості до антибіотиків
Наукова діяльність Барбер фокусувалась на дослідженні стафілококів та їх стійкості до антибіотиків, насамперед до пеніциліну. Вона використовувала як епідеміологічні, так і in vitro методи, щоб проаналізувати механізми поширення госпітальних інфекцій. 1947 року вона опублікувала одну зі своїх найвідоміших робіт у British Medical Journal, у якій довела, що Staphylococcus aureus може виробляти фермент пеніциліназу, що руйнує пеніцилін, і попередила, що поширення стійких штамів «відбувається настільки швидко, що це викликає тривогу».
Згодом вона розробила нову методику фаготипування, яка дозволила ідентифікувати окремі штами стафілококів за їхнім «бактеріофаговим відбитком». Цей підхід допоміг простежити поширення конкретного штаму в межах лікарні, виявити його джерела та побудувати схеми контролю інфекцій.
Вона з'ясувала, що лікування антибіотиками сприяло поширенню стійкого до антибіотиків штаму бактерій у лікарні. Це відбулося через те, що антибіотики відібрали бактерії з мутаціями, що дозволяли їм синтезувати пеніциліназу — фермент, який руйнує пеніцилін, надаючи цим бактеріям еволюційну перевагу над чутливими до пеніциліну штамами. 

До кінця 1957 року 88% штамів S. aureus, виділених у лікарні Хаммерсміт, були стійкими до пеніциліну, 82% — до тетрацикліну, а 70% — до обох препаратів. Барбер дійшла висновку, що зростання антибіотикорезистентності пов’язане не лише з селективним тиском лікування, а й із системним поширенням певних штамів у лікарнях — здебільшого через персонал, недостатню гігієну та відсутність антисептичних практик.
Після повернення до Британської школи післядипломної медичної освіти у 1958 році вона провела експеримент у семи стаціонарних відділеннях лікарні Святого Томаса (зокрема загальнохірургічних, ортопедичних та урологічних), де було запроваджено контрольоване використання антибіотиків, суворе дотримання гігієни персоналом та щотижневе тестування на носійство. У червні 1959 року частка пеніцилінорезистентних інфекцій зменшилася до 36%, тоді як чутливих — зросла до 48%. Ці результати стали підґрунтям для політик обмеження застосування антибіотиків і ротації препаратів, що значно знизили рівень резистентності. 
На основі цих досліджень Барбер була запрошена Медичною дослідницькою радою Великої Британії для участі в розробці нових антибіотиків, зокрема напівсинтетичних пеніцилінів, цефалоспоринів, фуцидину, лінкоміцину та пристинаміцину.
У 1963 році разом із Л. П. Гарродом вона опублікувала книгу Antibiotics and Chemotherapy(«Антибіотики та хіміотерапія»), що стала довідником з властивостей і клінічного застосування антибіотиків. Того ж року її було офіційно призначено професоркою.

Протягом усієї кар’єри Барбер вирізнялась сумлінністю, аналітичним мисленням та послідовною науковою позицією. Її внесок у дослідження антибіотикорезистентності залишається одним із найвпливовіших у сфері клінічної бактеріології XX століття.

## Вибрані наукові публікації
Barber, M. (1947). Staphylococcal infection due to penicillin-resistant strains. British Medical Journal, 2(4534), 863–865. Вона вперше задокументувала інфекції стафілококом, резистентним до пеніциліну.
Barber, M. (1947). Coagulase‑positive staphylococci resistant to penicillin. Journal of Pathology and Bacteriology, 59, 373–384. Опубліковано в тому ж році, уточнює початкові спостереження резистентності.
Barber, M., & Rozwadowska-Dowzenko, M. (1948). Infection by penicillin-resistant staphylococci. The Lancet, 2, 641–644. Продовжує дослідження резистентності в клінічній практиці.
Barber, M., & Whitehead, J. E. M. (1949). Bacteriophage types in penicillin‑resistant staphylococcal infection. British Medical Journal, 2(4627), 565–569. Розробка методу фаготипування для визначення стафілококових штамів у лікарняній епідеміології.
Barber, M. (1949). The incidence of penicillin‑sensitive variant colonies in penicillinase‑producing strains of Staphylococcus pyogenes. Microbiology, 3(2), 274. Аналіз частоти варіантів, чутливих до пеніциліну, серед резистентних штамів.
Barber, M. (1953). Penicillin‑resistant and penicillin‑dependent staphylococcal variants. Microbiology, 8(1), 111. Опис різних типів резистентних та пеніцилін-залежних варіантів бактерій.
Barber, M., Csillag, A., & Medway, A. J. (1958). Staphylococcal infection resistant to chloramphenicol, erythromycin, and novobiocin. British Medical Journal, 2(5109), 1377–1380. Дослідження резистентності до інших антибіотиків.
Barber, M., & Dutton, A. A. (1958). Antibiotic‑resistant staphylococcal outbreaks in a medical and a surgical ward. The Lancet, 2(7037), 64–68. Аналіз епідемічних спалахів у різних відділеннях лікарні.
Barber, M. (1961). Methicillin-resistant staphylococci. Journal of Clinical Pathology, 14, 385–393. Найбільш ранні повідомлення про метицилін-резистентні штами ~ оперативне поширення резистентності.
Barber, M., & Waterworth, P. M. (1962). Antibacterial activity of the penicillins. British Medical Journal, 1(5286), 1159–1164. Аналіз ефективності різних пеніцилінів на штами стафілокока.
Barber, M. (1964). Naturally occurring methicillin‑resistant staphylococci. Microbiology, 35(2), 183–? Опис природної резистентності до метициліну у штамах із різних країн.
Barber, M. & L. P. Garrod (1963). Antibiotics and Chemotherapy. Енциклопедична праця про характеристики та клінічне застосування різних антибіотиків; загальновизнаний довідник у галузі